# Jade Moore
Jade Ellis Moore (* 22. Oktober 1990 in Worksop) ist eine englische Fußballspielerin. Die Mittelfeldspielerin hat seit 2023 einen Vertrag beim Birmingham City LFC. 2012 spielte sie erstmals für die englische Nationalmannschaft.

## Karriere

### Vereine
Moore spielte schon mit 15 Jahren für die erste Mannschaft der Lincoln Ladies in der Northern Division der FA Women's Premier League. Nach der Vizemeisterschaft 2007 wechselte sie zum National Division Club Leeds  United und erreichte 2008 das Finale des FA Women’s Cup, in dem sie Arsenal mit 1:4 unterlagen. 2010 gewann sie den FA Women’s Premier League Cup durch ein 3:1 im Finale gegen Everton, wodurch Leeds den ersten Titel im Frauenfußball holte.
Zur Premierensaison der FA Women’s Super League, für die Leeds keine Lizenz erhielt, wechselte sie zu Birmingham City LFC. In der ersten Saison wurde sie mit Birmingham Vizemeister und qualifizierte sich damit für die UEFA Women’s Champions League 2012/13. Hier gewannen sie zwar im Sechzehntelfinale ihr Heimspiel gegen den italienischen Vizemeister ASD CF Bardolino mit 2:0, verloren dann aber das Rückspiel mit 0:3 nach Verlängerung. Mit Birmingham gewann sie den FA Women’s Cup 2012 gegen die Chelsea Ladies im Elfmeterschießen. Zudem wurde sie mit Birmingham 2011 und 2012 Vizemeister Durch die Vizemeisterschaft 2012 konnten sie auch in der UEFA Women’s Champions League 2013/14 starten, wo erst im Halbfinale gegen den schwedischen Meister Tyresö FF nach einem torlosen Heimspiel durch eine 0:3-Auswärtsniederlage das Aus kam. Moore kam in allen Spielen zum Einsatz und verpasste keine Minute. In den nächsten vier Jahren pendelte Birmingham zwischen  Platz 3 und 6 und Moore wurde immer seltener eingesetzt. Nachdem sie 2016 in sechs Spielen nur zweimal in der Startelf stand, wechselte sie in der laufenden Saison zu Notts County, dem Nachfolgeverein der umgezogenen  Lincoln Ladies, für die sie zwischen 2005 und 2007 gespielt hatte. Der Verein beendete die Saison zwar als Sechster, zog aber zwei Tage vor dem ersten Spiel der „Spring Series“ seine Mannschaft zurück.  Moore wechselte daraufhin zum Reading FC Women, der 2016 in die WSL gekommen war.
Durch die „Spring Series“, die von Februar bis Mai mit acht Spielen pro Mannschaft durchgeführt wurde, sollte die Liga von einer Sommer-Saison auf den Rhythmus der meisten anderen europäischen Ligen umgestellt werden. Für Reading bestritt Moore sechs der acht Spiele der kurzen Saison, die für den Verein auf dem sechsten Platz endete. Die neue Saison startete dann im September 2017 und endete im Mai 2018 mit dem vierten Platz für Reading. Durch eine Knöchelverletzung, die sie im November 2017 erlitt, konnte sie nur 14 Spiele mitmachen, in denen sie zwei Tore beisteuerte, davon eins gegen ihren Ex-Verein Birmingham. Auch 2018/19 konnte sich Reading als Fünfter in der Liga halten.
Im April 2020 erhielt sie einen Vertrag bei Orlando Pride. Aufgrund der COVID-19-Pandemie wurde die Saison 2020 der NWSL nicht durchgeführt. Am stattdessen ausgerichteten NWSL Challenge Cup 2020 nahm Orlando Pride nach der Corona-Infektion von Spielerinnen und Betreuern nicht teil. Im August 2020 wurde Moore an den spanischen Verein Atlético Madrid ausgeliehen. Mit Atlético nahm sie am Finalturnier der UEFA Women’s Champions League 2020/21 teil, das wegen der Pandemie im Baskenland stattfand. Atlético verlor im Viertelfinale gegen die Frauen des FC Barcelona. Im Dezember wurde sie dann noch in der UEFA Women’s Champions League 2020/21 im Rückspiel des Sechzehntelfinales gegen Servette FC Chênois Féminin eingesetzt, das Atlético mit 5:0 gewann. Kurz danach endete ihre Zeit in Spanien. Ihre ersten Spiele für Orlando bestritt sie im April 2021 im NWSL Challenge Cup 2021, wo sie in allen vier Spielen eingesetzt wurde. In der National Women’s Soccer League 2021 kam sie nicht zum Einsatz.
Nach Stationen bei Manchester United W.F.C., wo sie nur sechs Kurseinsätze hatte, und Reading FC, kehrte sie im August 2023 zum Birmingham City LFC zurück.
Seit September 2024 spielt sie für Tampa Bay Sun in der USL Super League.

### Nationalmannschaft
Moore spielte in den englischen U-19-, U-20- und U-23-Mannschaften, für die sie in 21 Spielen acht Tore erzielte. 2009 gewann sie mit der U-19-Mannschaft die Europameisterschaft. 2008 und 2010 nahm sie mit der U-20-Mannschaft an den U-20-Weltmeisterschaften in Chile und Deutschland teil, schied aber 2008 im Viertelfinale gegen den späteren Sieger USA und 2010 in der Vorrunde aus.
Im Oktober 2011 wurde sie erstmals zur A-Nationalmannschaft eingeladen.
Am 28. Februar 2012 machte sie beim Zypern-Cup gegen Finnland ihr erstes Länderspiel und kam auch gegen die Schweiz und im Spiel um Platz 3 gegen Italien, wo sie beim 1:3 ihr erstes A-Länderspieltor erzielen konnte, zum Einsatz. Moore stand im englischen Kader für die EM 2013 in Schweden, kam aber nicht zum Einsatz.
2015 konnte sie mit England den Zypern-Cup gewinnen und wurde dann auch für den englischen Kader für die WM in Kanada nominiert. Sie wurde im ersten Spiel gegen Frankreich eingewechselt und stand danach fünfmal in der Startelf. Im Spiel um Platz 3, bei dem England erstmals ein Sieg gegen Deutschland gelang, wurde sie aber nicht berücksichtigt.

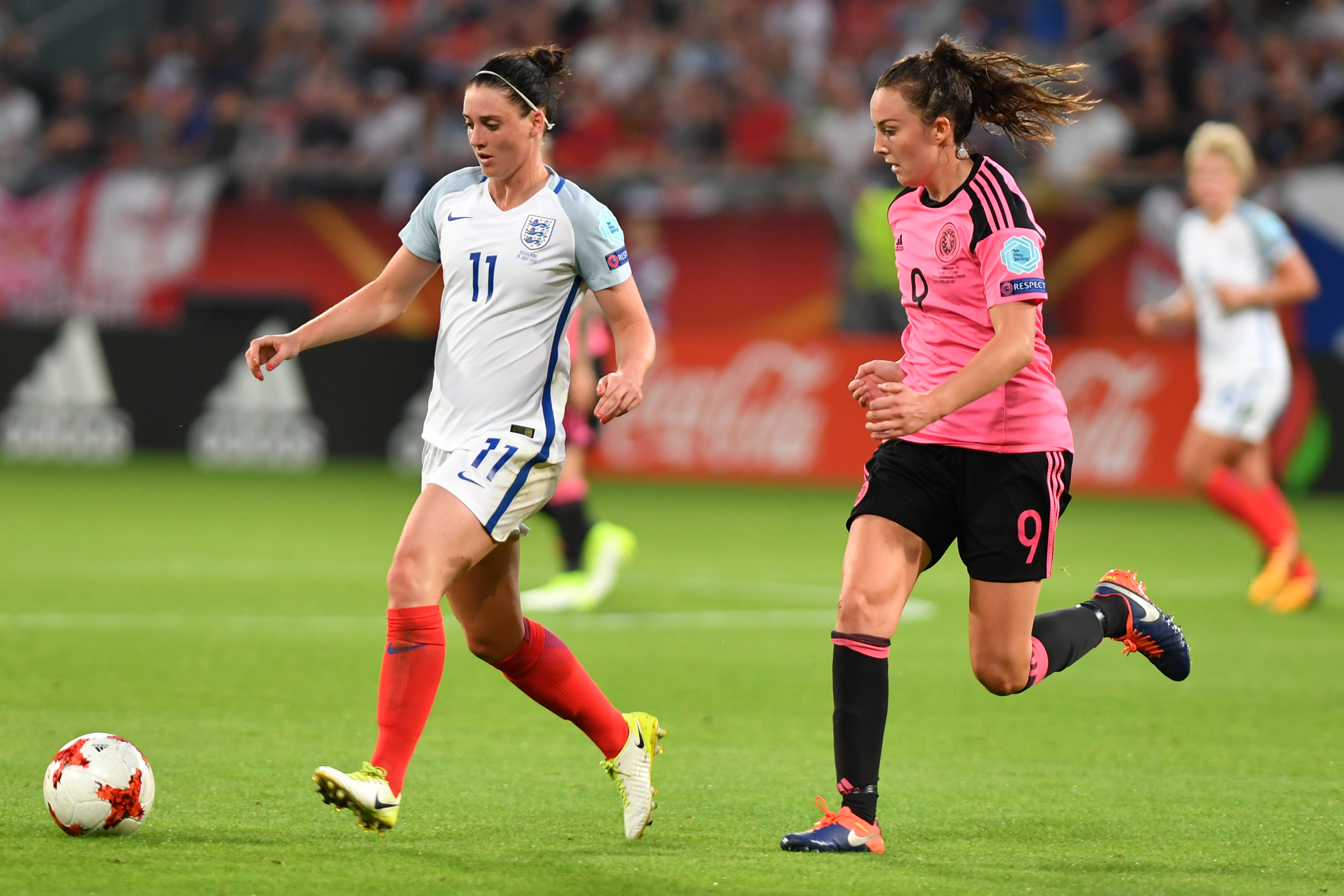
Jade Moore (links) bei der EM 2017 im Gruppenspiel gegen Schottland

In der anschließenden Qualifikation zur EM 2017 kam sie in vier Spielen zum Einsatz, die alle ohne Gegentor gewonnen wurden. Da die Engländerinnen nur beim 1:1 gegen Belgien einen Punkt abgaben, qualifizierten sie sich souverän als Gruppensieger für die EM. Dort wurde sie in vier Spielen eingesetzt, blieb aber ohne Torerfolg. Durch die 0:3-Halbfinalniederlage gegen die Gastgeberinnen wurde dann das Finale verpasst.
In der Qualifikation zur WM 2019 spielte sie im ersten Spiel am 19. September 2017 beim 6:0 gegen Russland noch über 90 Minuten mit und wurde dann einen Monat später in einem Freundschaftsspiel gegen Frankreich für die letzte halbe Stunde eingewechselt. Danach kam sie aufgrund der im November erlittenen Knöchelverletzung erst am 10. April beim WM-Qualifikationsspiel gegen Bosnien & Herzegowina wieder zum Einsatz – sogar für 90 Minuten, musste dann aber wieder ein Jahr auf den nächsten Einsatz warten. Sie wurde dann aber am 8. Mai für die WM nominiert, womit sie zum zweiten Mal an einer WM teilnahm. Bei der WM kam sie in den Gruppenspielen gegen Argentinien und Japan, im Halbfinale gegen den erfolgreichen Titelverteidiger USA sowie im mit 1:2 gegen Schweden verlorenen Spiel um Platz 3 zum Einsatz. Danach wurde sie noch nicht wieder berücksichtigt.

## Erfolge
- FA Women’s Cup Finalist 2008
- U-19-Europameisterin 2009
- FA Women’s Premier League Cup Sieger 2010
- Zypern-Cup Sieger 2015
- WM-Dritte 2015